# Triebmittel
Triebmittel (auch Backtriebmittel oder Lockerungsmittel) sind Stoffe, die in einem Teig Gase (meist Kohlenstoffdioxid) entwickeln, einlagern und ihn dadurch auflockern. Ebenso werden im Lebensmittelbereich Schäume, wie beispielsweise Schlagsahne oder Schlagcreme (siehe dazu Sahneersatz), durch Einschlagen oder Einblasen von Triebmitteln hergestellt.

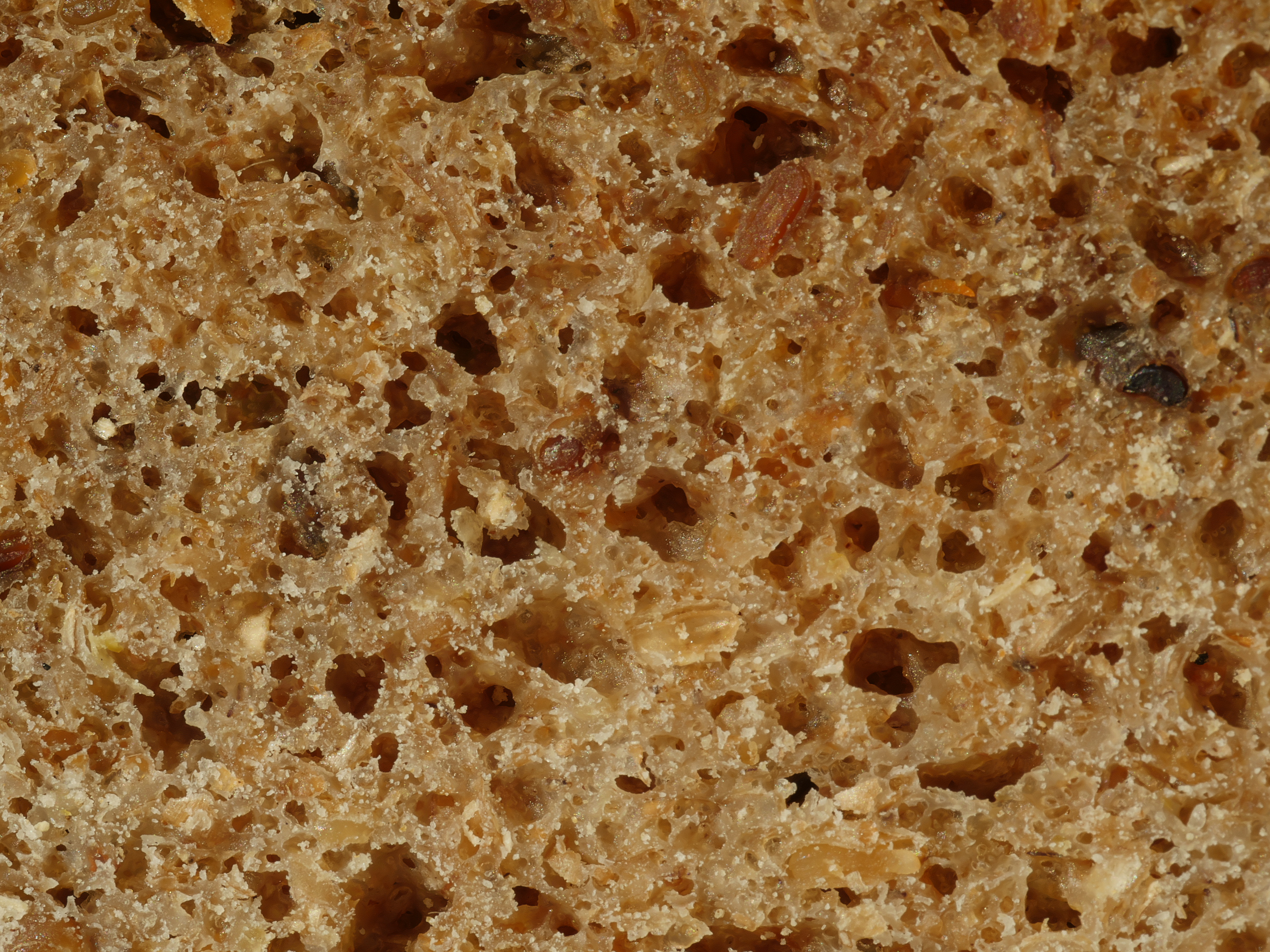
Poren in einem Roggenvollkornbrot

Durch das Backen werden aus den Gasblasen im Teig die Poren in der Krume des Gebäcks. Erst diese Lockerung macht das Gebäck essbar; ungelockertes Gebäck ließe sich kaum kauen, sondern höchstens lutschen (Beispiel: Lebkuchen in früheren Zeiten, bevor man begonnen hat, ihn mit Hirschhornsalz zu lockern).
Bei der „Teiggare“ entstehen Gase, die sich beim Backen durch die Hitze zusätzlich physikalisch ausdehnen. Beim weiteren Backen wird das Gas im Teig festgehalten (Gashaltefähigkeit des Teiges z. B. durch Kleber), und die Teigstruktur verfestigt sich, wodurch ein Zusammenfallen des Gebäcks nach dem Backen verhindert wird.

## Lockerungsarten
| Biologische Lockerung              | Chemische Lockerung                   | Physikalische Lockerung             |
| ---------------------------------- | ------------------------------------- | ----------------------------------- |
| - Hefe - Sauerteig - Spontangärung | - Natron - Hirschhornsalz - Pottasche | - Luft - Wasserdampf - Alkoholdampf |

### Biologische Lockerung
Zu biologischen Lockerung bedient man sich beim Hefeteig der Hefepilze oder beim Sauerteig diverser Milchsäurebakterien und Hefen. Diese Organismen verstoffwechseln Zucker zu Kohlenstoffdioxid und Alkohol. Das gasförmige Kohlenstoffdioxid lockert den Teig. Die Hefepilze werden z. B. als Bäckerhefe oder Backferment (auf der Basis von Bienenhonig) zugegeben. Sauerteig erfordert eine spezielle Teigführung. Bei der Spontangärung (z. B. beim Grahambrot) gelangen die nötigen Kulturen aus der Umgebungsluft in den Teig.

### Chemische Lockerung
Chemische Triebmittel sind Backpulver, Hirschhornsalz (auch ABC-Trieb genannt), Natriumhydrogencarbonat (Natron), Pottasche und Kaliumtartrate. Kaliumtartrat ist auch Bestandteil von Weinstein. Die Backtriebmittel reagieren mit Wasser, Säure und zerfallen in der Hitze, wodurch sie das notwendige Kohlenstoffdioxid für die Lockerung freisetzen.
Backpulver
Backpulver ist meistens eine Mischung aus Natriumhydrogencarbonat (Trivialname: doppelt kohlensaures Natron) und einem Säuerungsmittel, oft Dinatriumdihydrogendiphosphat (E 450a) oder Monocalciumorthophosphat (E 341a), einem sauren Salz. Sogenannte natürliche Backpulver enthalten als Säuerungsmittel Zitronensäure (E 330) oder Weinsäure (E 334); auch Weinstein (E 336). Phosphatfreie Backpulver sind geschmacklich neutraler, aber meist teurer.
Hirschhornsalz
Hirschhornsalz oder ABC-Trieb enthält Ammoniumbicarbonat (NH4HCO3) und wird für Flachgebäcke (z. B. Mürbteig oder Lebkuchen) verwendet. Hirschhornsalz spaltet sich in Ammoniak, Kohlenstoffdioxid und Wasser auf. Eine Theorie für die Benennung der „Amerikaner“ sagt, dass sie ihren Namen von Ammoniak haben und ursprünglich Ammoniumplätzchen hießen.
Pottasche
Kaliumcarbonat (K2CO3) wird vorwiegend bei der Leb- und Honigkuchenherstellung verwendet. Mitunter wird dabei auch ein Gemisch aus Kaliumcarbonat und Hirschhornsalz verwendet.

### Physikalische Lockerung
Unter physikalischen Triebmitteln versteht man die Lockerung beispielsweise durch Wasserdampf oder Luft. Bei jedem Backvorgang kommt diese Lockerung zum Tragen, auch wenn andere Triebmittel verwendet werden: Das in jedem Teig enthaltene Wasser verdampft beim Backen teilweise, dehnt sich so aus und lockert den Teig.
Auch das Einschlagen von Luft in einen Teig oder eine Masse, häufig Eischnee wie z. B. bei der Biskuitherstellung, zählt zu den physikalischen Triebmitteln. 
Bei Blätterteig kommt die Lockerung durch Tourieren zustande. Dazu wird der Teig (per Hand mit einem Nudelholz oder maschinell durch eine Doppelwalzenpresse) ausgewalkt und danach zusammengefaltet, und dies mehrmals. Dadurch entsteht ein Gefüge mit vielen Teig-Fett-Teig-Schichten. Beim Backprozess werden diese Schichten durch das aus dem Teig verdampfende Wasser auseinandergetrieben. Die in den Teig eingezogenen Fettschichten wirken dabei als Dampfsperre und die Teigblätter werden angehoben.
Bei Brandteig hält die verkleisterte Stärke den Wasserdampf im Gebäck zurück.
Der Alkohol in alkoholhaltigen Zutaten wie beispielsweise Rum, Likör usw. verdampft ebenso wie Wasser und trägt dadurch zur Lockerung bei. Zusätzlich zur Triebwirkung erhöht Alkohol die Flüssigkeitsmenge im Teig, ohne zur Glutenbildung beizutragen. Dadurch kann Mürbeteig mürber werden als mit alleinigem Wasserzusatz.
Kohlendioxid lässt sich auf einfache Weise Teigen in Wasser gelöst zuführen (z. B. in Form von kohlensäurehaltigem Mineralwasser oder Sodawasser). Dies wird häufig beim Zubereiten von Pfannkuchen angewandt, beim Backen entweicht das Gas aus der Lösung und lockert so das Backwerk.

## Aufschäummittel bei Lebensmitteln
Als physikalische Triebmittel für Schäume  wie Schlagsahne oder für Schaumzuckerwaren werden im Lebensmittelbereich entweder Luft, Druckluft oder Distickstoffmonoxidgas („Lachgas“) (Lebensmittelzusatzstoff E 942) eingesetzt (siehe dazu auch E-Nummern). Kohlenstoffdioxid würde bei Süßspeisen einen unerwünschten säuerlichen Geschmack hinterlassen. Als Geräte zur Sahneherstellung werden Sahnebläser, Sahneautomate oder Sahnesiphone eingesetzt.

## Sonstige Triebmittel
Als Treibgase (siehe dazu die Liste der E-Nummern) sind auch Butan (E 943 a), Isobutan (E 943 b), Kohlendioxid (E 290), Propan (E 944), Sauerstoff (E 948), Stickstoff (E 941) und Wasserstoff E 949) zugelassen. Sie dienen zum Aufschlagen von pastös-cremigen Lebensmitteln wie Frischkäse oder Eiscreme oder als Triebmittel für Sprays in der  gewerblichen Lebensmittelherstellung.

## Lebensmittelzusatzstoff
In der EU sind folgende Lebensmittelzusatzstoffe als Backtriebmittel zugelassen:
- Ammoniumcarbonat (E 503)
- Diphosphate (E 450)
- Kaliumcarbonat (E 501)
- Kaliumphosphat (E 340)
- Kaliumtartrat (E 336) (Weinstein)
- Kohlenstoffdioxid (E 290)
- Magnesiumcarbonat (E 504)
- Kaliumnatriumtartrat (Seignettesalz, E 337) (Weinstein)
- Natriumhydrogencarbonat (als "Natriumcarbonate" mit Natriumcarbonat zusammengefasst unter E 500)
- Natriumtartrat (E 335) (Weinstein)
- Polyphosphat (E 452)
- Saures Natriumaluminiumphosphat (E 541)
- Triphosphate (E 451) (Pentanatriumtriphosphat,  Pentakaliumtriphosphat)

In den USA, jedoch nicht in der EU, ist beispielsweise Azodicarboxamid als Triebmittel und Teigverbesserer erlaubt.